# Drozdowo (powiat kołobrzeski)
Drozdowo (niem. Drosedow) – wieś w Polsce położona w województwie zachodniopomorskim, w powiecie kołobrzeskim, w gminie Rymań. Wieś jest siedzibą sołectwa Drozdowo w którego skład wchodzą również miejscowości Drozdówko i Lędowa.
Według danych z 4 września 2013 r. Drozdowo miało 471 mieszkańców.

## Położenie
Miejscowość leży na Równinie Gryfickiej ok. 27 km na południe od Kołobrzegu przy drodze powiatowej Gościno – Gorawino. Ok. 1,5 km na wschód od wsi przepływa Dębosznica.

## Historia
W okolicach Drozdowa odkryto kilka dobrze zachowanych stanowisk z czasów neolitu i kultury łużyckiej. Pierwsze wzmianki o miejscowości (jako Drosdouue) pojawiają się ok. 1180 roku, kiedy to Kazimierz I oddał miejscowość przybyłym do Białobok duńskim norbertanom z Lund. W roku 1208 książęta Bogusław II i Kazimierz II, a w 1224 r. księżna pomorska Anastazja, potwierdzili nadanie wsi klasztorowi norbertanek w Białobokach. Od XIV w. do końca XVII w. miejscowość była we władaniu rodu Manteuffelów, posiadających rozległe dobra na tych terenach. W 1494 r. na pewno w Drozdowie znajdują się parafia i kościół. Po przyjęciu luteranizmu Drozdowo staje się siedzibą parafii ewangelickiej. Po pokoju westfalskim i podziale księstwa pomorskiego wieś wchodziła w skład Brandenburgii, potem Prus i Niemiec. W końcu XVII w. pół wsi zostało zakupione przez komendanta twierdzy kołobrzeskiej gen. Hansa Heinricha von Schlabrendorfa. W następnych latach majątki A i B zmieniają często swoich właścicieli (m.in. rody von Schlabrendorf, von Kleist, von Manteuffel). Podczas wojny siedmioletniej pożarowi ulega pół wsi. W 1818 r. wieś znalazła się w składzie Powiatu Księstwo. Od 1841 r. w rękach rodziny von Gerlach. Od 1872 r. miejscowość znalazła się w składzie nowo utworzonego powiatu kołobrzeskiego-karlińskiego. Rozwój majątku drozdowskiego przynosi działalność miejscowych dzierżawców Schimmelpfennigów stosujących nowoczesne metody w hodowli bydła - sukcesy w produkcji wzmocniły znaczenie i pozycję tej rodziny na Pomorzu, co uwidoczniło się w zdobyciu przez Karla Schimmelpfeniga mandatu do Reichstagu w 1920 r. z ramienia DNVP. Wieś przeżywa dynamiczny rozwój na przełomie XIX i XX w. - w 1900 r. zbudowano drogę do Gorawina, w 1913 r. wieś podłączono do prądu elektrycznego, w l. 30. zbudowano nowy budynek szkolny. Drozdowo wówczas było siedzibą okręgu (Amt - obejmującego Dębicę i Leszczyn) oraz parafii ewangelickiej (obejmującej Dębicę, Leszczyn i Trzynik). Po 1945 r. w granicach Polski. W latach 1950–1998 miejscowość administracyjnie należała do województwa koszalińskiego.

## Demografia
| Rok  | Liczba ludności |
| ---- | --------------- |
| 1780 | 238             |
| 1855 | 695             |
| 1867 | 809             |
| 1871 | 743             |
| 1910 | 663             |
| 1925 | 740             |
| 1933 | 697             |
| 1939 | 695             |
| 2011 | 544             |
| 2013 | 471             |

## Zabytki

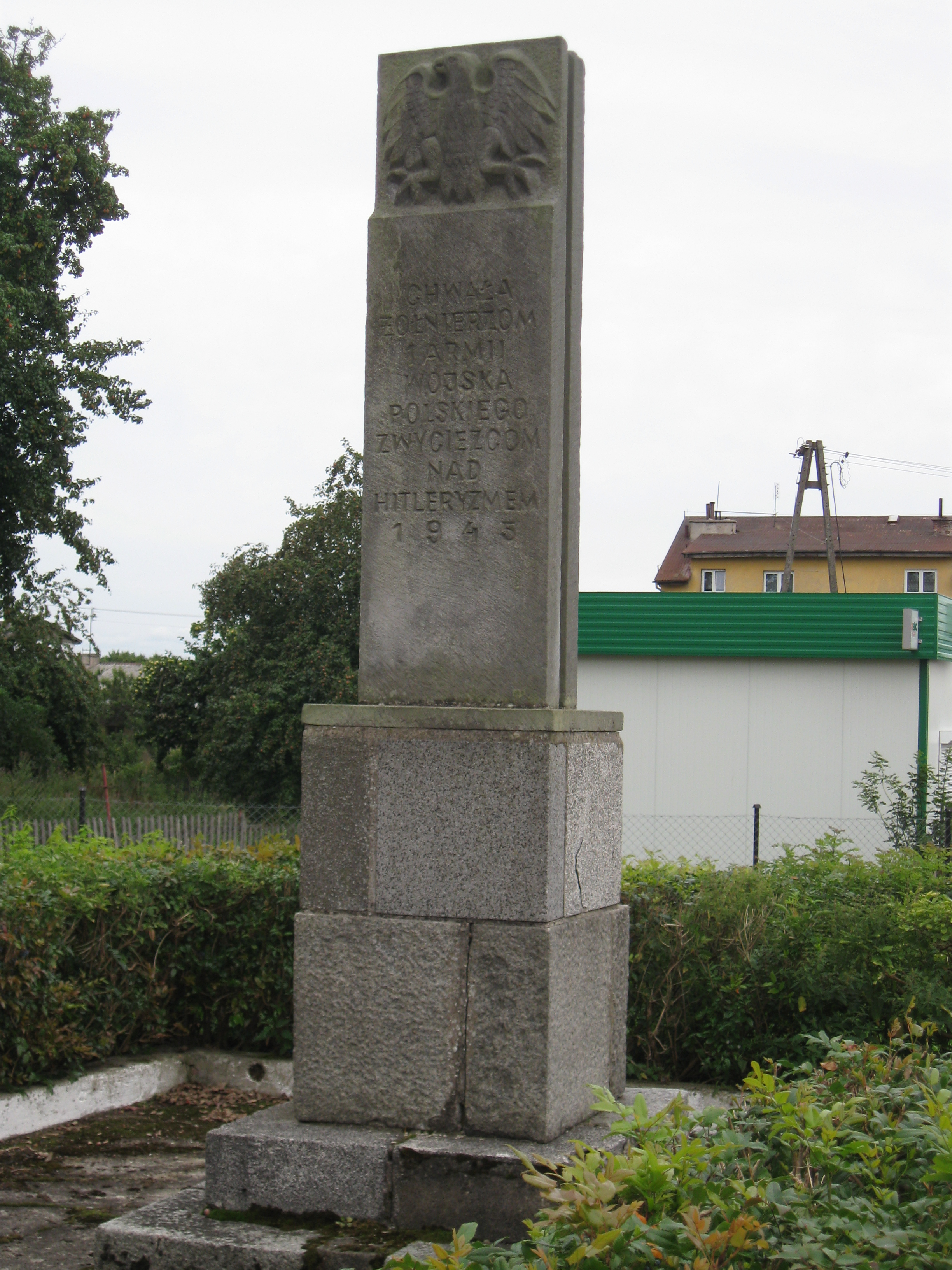
Pomnik wzniesiony krótko po wojnie na cześć żołnierzy 1 AWP

- Kościół filialny pw. Chrystusa Króla w Drozdowie, ryglowy, zbudowany na początku XIX wieku, pierwotnie ewangelicki[9]. Przed kościołem znajduje się dzwonnica z XIX wieku. W kościele zachowały się renesansowy ołtarz i barokowa ambona[10]
- Park dworski z przełomu XIX i XX wieku (pałac nie zachował się do dziś)[10]

## Oświata
W Drozdowie znajduje się filia Szkoły Podstawowej im. Tadeusza Kościuszki w Rymaniu z oddziałem przedszkolnym.

## Wspólnoty religijne
Drozdowo wchodzi w skład parafii rzymskokatolickiej pw. Matki Bożej Królowej Polski w Gorawinie, zaś kościół drozdowski jest filią kościoła parafialnego w Gorawinie.

## Bezpieczeństwo
W Drozdowie funkcjonuje Ochotnicza Straż Pożarna.

## Transport
We wsi znajdują się 2 przystanki autobusowe, z których można dojechać do Gościna i Kołobrzegu.

### Historia kolei wąskotorowej
W 1895 r. doprowadzono do Drozdowa linię kolejki wąskotorowej. W ramach Kołobrzeskiej Kolei Wąskotorowej pociągi kursowały do Gościna, Kołobrzegu, Gryfic i Rymania – w 1938 r. nawet 5 razy dziennie. W 1961 r. przestały kursować pociągi pasażerskie i towarowe do Kołobrzegu, a w 1962 r. ustały kursy pociągów pasażerskich do Gryfic i do Gościna. Do 1995 r. normalnie kursowały pociągi towarowe. Po 1995 r. pociągi przestały jeździć, a w końcu linię rozebrano. Do dziś nie zachował się budynek stacji.

## Turystyka

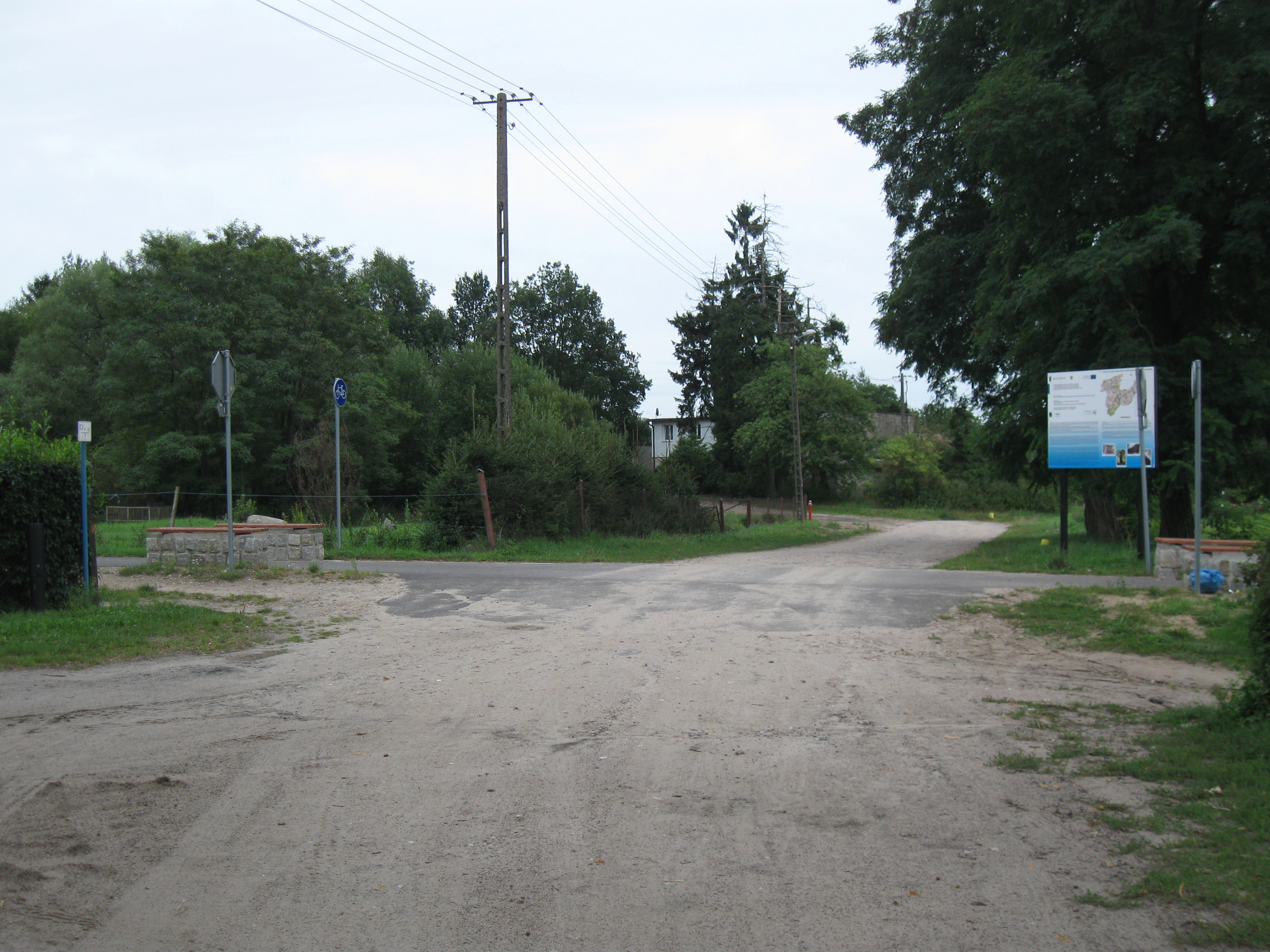
Wjazd na ścieżkę rowerową Gościno – jezioro Popiel

Obecnie, na miejscu dawnego podkładu kolejowego, znajduje się ścieżka rowerowa („Szlakiem po nasypie kolejki wąskotorowej”) z Gościna nad jezioro Popiel (Studnica), biegnąca wzdłuż północnego skraju wsi.